# 高棉民族团结党
高棉民族团结党是柬埔寨历史上的一个政党，由红色高棉领导人乔森潘于1997年5月建立。在此之前，他公开谴责波尔布特并开始与红色高棉保持距离。乔森潘曾是柬埔寨民族团结党的领导人。他宣布建立新党，以支持诺罗敦·拉那烈亲王为参加1998年柬埔寨大选而提议建立的民族联合阵线。然而，柬埔寨人民党领导人洪森的反对阻止了这一提议的实现。乔森潘在1998年针对选举发表声明：“如果选举不是在越南共产党及其傀儡的铁腕统治下进行，我们将感到非常高兴并希望参与，因为我们是民主的、多元化的、自由的政府。”1998年12月，该党解散。